# Polozzi
José Fernando Polozzi, více známý jen jako Polozzi (* 1. října 1955 Vinhedo) je bývalý brazilský fotbalista, obránce. 

## Fotbalová kariéra
Hrál v Brazílii za Associação Atlética Ponte Preta, Palmeiras, Botafogo FR, Bangu Atlético Clube, Operário Futebol Clube, Bandeirante Esporte Clube, Associação Esportiva Araçatuba, Clube Atlético Linense, Serrano Sport Club, Toledo Esporte Clube a Grêmio Esportivo Tiradentes. V Poháru osvoboditelů nastoupil v 6 utkáních. Nikdy Brazílii nereprezentoval, ale byl členem brazilské reprezentace na Mistrovství světa ve fotbale 1978 v Argentině, a s týmem získal bronzové medaile za třetí místo.